# میر چت‌من
میر چت‌من (انگلیسی: Mire Chatman؛ زادهٔ ۲۴ اکتبر ۱۹۷۸) بازیکن بسکتبال اهل ایالات متحده آمریکا است.
از باشگاه‌هایی که در آن بازی کرده‌است می‌توان به الان بیرنایس و ویرتوس رم اشاره کرد.